# Wilkinsburg
Wilkinsburg ist eine Gemeinde (Borough) im Allegheny County im US-Bundesstaat Pennsylvania. Laut Volkszählung im Jahr 2020 hatte sie eine Einwohnerzahl von 14.349 auf einer Fläche von 5,8 km². Sie ist Teil der Metropolregion Pittsburgh.

## Geschichte
Wilkinsburg  wurde nach John Wilkins Jr. (1761–1816) benannt, einem Offizier der US Army. Wilkinsburg wurde 1887 aus Teilen des Baldwin Township gegründet.

## Demografie
Nach einer Schätzung von 2019 leben in Wilkinsburg 15.292 Menschen. Die Bevölkerung teilt sich im selben Jahr auf in 37,5 % Weiße, 55,4 % Afroamerikaner, 2,1 % Asiaten und 4,6 % mit zwei oder mehr Ethnizitäten. Hispanics oder Latinos aller Ethnien machten 1,5 % der Bevölkerung aus. Das mittlere Haushaltseinkommen lag bei 36.743 US-Dollar und die Armutsquote bei 24,5 %.

## Söhne und Töchter der Stadt
- Edward Ormondroyd (* 1925), Autor
- Bunny Yeager (1930–2014), Fotografin und Model